# 29e Bulletin de la Grande Armée

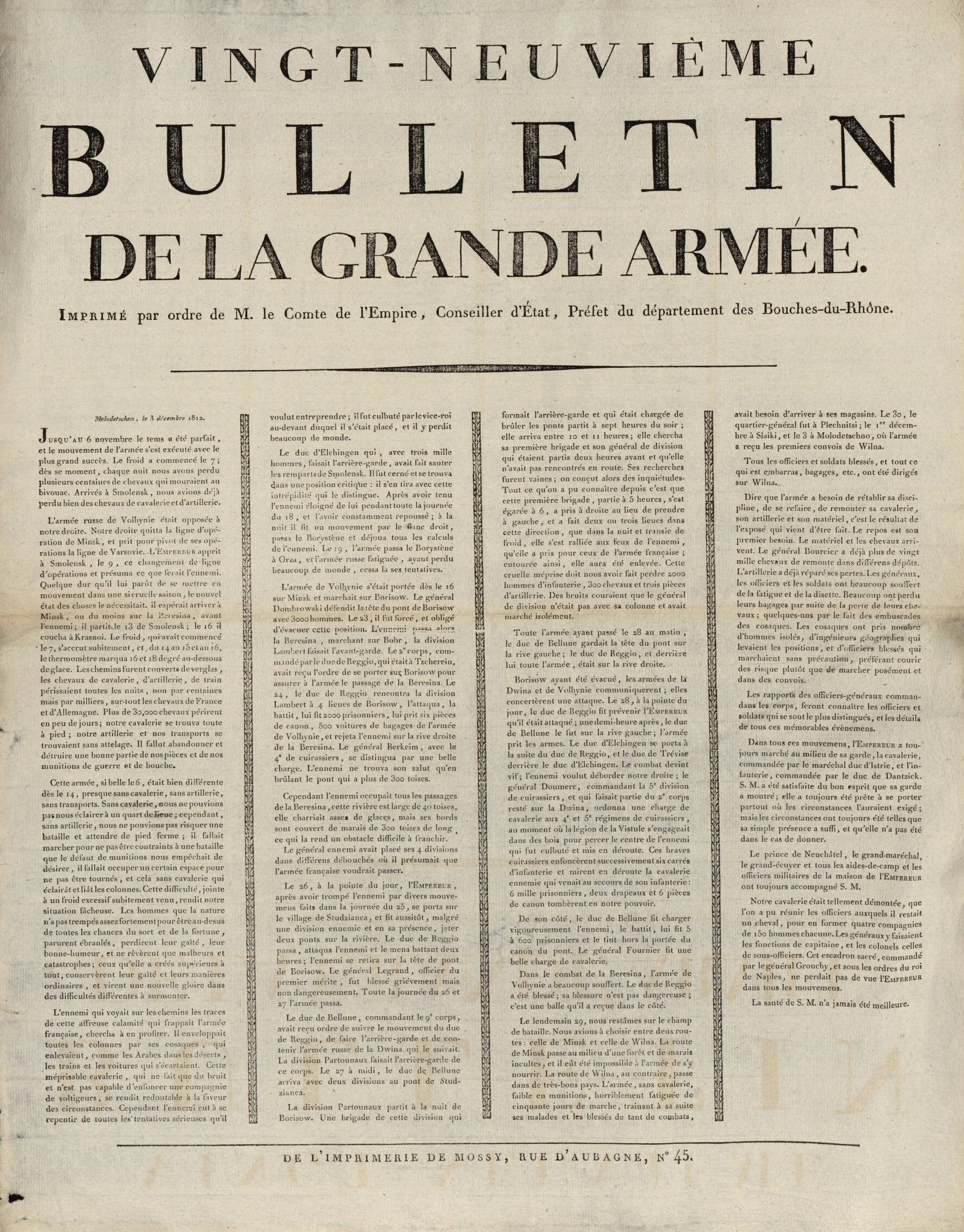
de la Grande Armée.

Le 29e Bulletin de la Grande Armée est le 29e numéro du Bulletin de la Grande Armée par lequel Napoléon Ier rendit public l'étendue de la catastrophe de sa campagne de Russie, annonce qui secoua toute l'Europe. Ce bulletin a créé la légende selon laquelle seul le mauvais temps aurait vaincu la Grande Armée. Il commence par les mots « Jusqu'au 6 novembre, le temps a été parfait » et se termine par la fameuse phrase « La santé de sa Majesté n'a jamais été meilleure ».
Il a été dicté le 3 décembre 1812 dans la ville de Maladetchna en Biélorussie deux jours avant que Napoléon ne quitte son armée à Smarhon pour rentrer à Paris. Il fut publié le 17 décembre dans Le Moniteur universel la veille de l'arrivée de Napoléon.